# Arraial do Cabo (filme)
Arraial do Cabo é um documentário curta-metragem brasileiro, de 1959, com fotografia de Mário Carneiro, texto do jornalista Claudio Mello Souza, dirigido por Paulo Cesar Saraceni.
O documentário mostra as transformações sociais e as interferências nas formas primitivas de vida de pescadores do vilarejo do Arraial do Cabo, no litoral do Estado do Rio de Janeiro. A Fábrica Nacional de Álcalis, que se instalou no local, causa a morte dos peixes, o que faz com que muitos integrantes da comunidade partam em busca de trabalho. Os modos tradicionais de produção se chocam com os problemas da industrialização. Gravuras de Oswaldo Goeldi abrem o filme.

## Prêmios
- Prêmio Miqueldi de bronze no Festival de Bilbao, 1960 - ES..
- Festival del Popolo, Florença - IT..
- Festival de Santha Margueritha - IT.
- Prêmio Giuventu Catolica di Roma - IT..
- Festival de Bergamo - IT.
- Festival del Campeone - IT.
- Prêmio Henri Langlois da Cinemateca Francesa - FR..
- Prêmio da Crítica no Festival da Bahia, BA..
- Prêmio Lulu de Barros do Governo da Guanabara, RJ.